# Il deserto dei Tartari
Il deserto dei Tartari è un romanzo di Dino Buzzati. Pubblicato nel 1940, segnò la consacrazione di Buzzati tra i grandi scrittori del Novecento italiano.
Lo scrittore bellunese in un'intervista affermò che lo spunto per il romanzo era nato:
Il tema centrale del romanzo è dunque quello della "fuga del tempo". Il libro è stato inserito alla posizione 29 della classifica I 100 libri del secolo di le Monde.

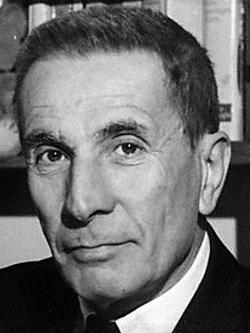
Dino Buzzati

## Trama
Il romanzo è ambientato in un paese immaginario. La trama segue la vita del sottotenente Giovanni Drogo dal momento in cui, divenuto ufficiale, viene assegnato come prima nomina alla Fortezza Bastiani, molto distante dalla città.
La Fortezza, ultimo avamposto ai confini settentrionali del Regno, domina la desolata pianura chiamata "deserto dei Tartari", un tempo teatro di rovinose incursioni da parte dei nemici. Tuttavia, da innumerevoli anni nessuna minaccia è più apparsa su quel fronte; la Fortezza, svuotata ormai della sua importanza strategica, è rimasta solo una costruzione arroccata su una solitaria montagna, di cui molti ignorano persino l'esistenza.
Dopo un viaggio a cavallo di più giorni, Drogo ha una cattiva impressione della fortezza. Confida al superiore maggiore Matti di voler chiedere l'avvicinamento alla città e questi gli consiglia di attendere quattro mesi fino alla visita medica periodica, dopo la quale potrà farlo trasferire per motivi sanitari. Drogo si pente subito di avere acconsentito, ma in questo periodo subisce inconsciamente il fascino degli immensi spazi desertici che si aprono a settentrione. La vita alla Fortezza Bastiani si svolge secondo le norme ferree che regolano la disciplina militare ed esercita sui soldati una sorta di malia che impedisce loro di lasciarla. I militari sono sorretti da un'unica speranza: vedere apparire all'orizzonte, contro le aspettative di tutti, il nemico. Fronteggiare i Tartari, combatterli, diventare eroi: sarebbe l'unica via per restituire alla Fortezza la sua importanza, per dimostrare il proprio valore e, in ultima analisi, per dare un senso agli anni buttati via in quel luogo di confine.
Il giorno della visita medica che dovrebbe sancire la sua inabilità per il servizio alla Fortezza, Drogo la vede improvvisamente trasformata; davanti ai suoi occhi si espande a dismisura con camminamenti, spalti e mura che mai ha visto. Il selvaggio paesaggio del nord gli appare bellissimo. Rinuncia al trasferimento e si lascia affascinare dalle rassicuranti e ripetitive abitudini che scandiscono il tempo alla Fortezza, dalla speranza, condivisa da altri compagni, di una futura gloria.
Un giorno un soldato di nome Giuseppe Lazzari rientra dopo essersi allontanato dalla sua pattuglia per recuperare un cavallo sbandato, ma non sapendo la parola d'ordine viene abbattuto dalla sentinella, come impongono le regole del servizio, nonostante lo abbia riconosciuto. Qualche tempo dopo sembra che ciò che tutti attendono stia per accadere: lunghe colonne di uomini armati si avvicinano da settentrione attraverso la pianura deserta. La Fortezza è in fermento, i soldati sognano battaglia e gloria, ma si scopre che non sono tartari, bensì soldati del Regno confinante che vengono a definire la linea di frontiera.
Dopo quattro anni Drogo torna a casa in licenza, ma non si ritrova più nei ritmi della città: prova un senso di estraneità e smarrimento nel ritornare al suo vecchio mondo, a una casa che non può più dire sua, ad affetti a cui scopre di non saper più parlare. Si reca da un generale per ottenere il trasferimento, come sarebbe prassi dopo quattro anni in Fortezza, ma il superiore gli dice che l'organico della piazzaforte sarà drasticamente ridotto e molti suoi colleghi hanno presentato domanda prima di lui, senza dirgli nulla.
Drogo ritorna alla Fortezza e ai suoi ritmi immutabili. Ora la guarnigione è appena sufficiente. Il collega tenente Simeoni crede di avvistare del movimento in fondo alla pianura settentrionale, il comandante è il primo a disilluderlo. In realtà con il tempo si scopre che il Regno del Nord sta probabilmente costruendo una strada diretta verso le montagne di confine, ma occorreranno quindici anni di lavori attraverso il vasto deserto per arrivare nei paraggi della Fortezza. Nel frattempo tutti si sono abituati a considerarlo un lavoro di ingegneria civile.
Nell'attesa della "grande occasione" si consuma la vita dei soldati di guarnigione; su di loro trascorrono, inavvertiti, i mesi, poi gli anni. Drogo vedrà alcuni dei suoi compagni morire, altri lasciare la fortezza ancora giovani o al contrario ormai vecchi, e dopo trent'anni di servizio è diventato maggiore e vicecomandante della Fortezza. Una malattia al fegato lo corrode fino a costringerlo a letto, quando improvvisamente accade ciò che giustificherebbe tutta la vita trascorsa in questo avamposto: la guerra contro il Regno del Nord, che fa affluire truppe e artiglierie lungo la strada.
Ma mentre arrivano due reggimenti di rinforzo alla Fortezza Bastiani, il comandante e suo ex collega Simeoni fa evacuare Drogo malato per far alloggiare nella sua stanza i nuovi ufficiali. La morte lo coglierà solo, in un'anonima stanza di una sperduta locanda, ma senza più sentimenti di rabbia e delusione. Drogo, infatti, riflettendo su tutta la sua vita, capisce nei suoi ultimi istanti quale fosse in realtà la sua personale missione, l'occasione per provare il suo valore che aveva atteso per tutta la vita: affrontare la morte con dignità, "mangiato dal male, esiliato tra ignota gente". Drogo non ha quindi centrato l'obiettivo della sua esistenza ma ha sconfitto il nemico più grande: non la morte ma la paura di morire. Con la consapevolezza di aver combattuto questa battaglia decisiva, Drogo muore da vero soldato, rappacificato con la sua storia, della quale ha finalmente trovato un senso che supera la sua individualità.

## Critica
Francesco Bernardelli, recensendo positivamente il libro su la Stampa, scrisse di "un misterioso senso dell'eroico in un'atmosfera fiabesca: magico presentimento della vita favolosa del mondo, con un che di affettuoso, di idillico, di gentile, anche se ombre tragiche si allunghino sulla pagina; e quella presenza, invisibile, indefinibile, di esseri arcani, di forze vaghe e bizzarre nella lucidità tersa di un paesaggio che già sconfina verso l'allucinazione e il mito" osservando tuttavia che nella seconda parte "un tal poco va perso dell'intensa aspettazione, dell'orgasmo fantastico che l'autore era riuscito a suscitare nella prima parte. V'è, a un certo momento, come un calar di tono e di mistero, quasi uno scendere di vibrazioni da quell'estro immaginativo pieno di promesse...".
Sul Corriere della Sera Pietro Pancrazi lo definì "uno dei romanzi più singolari che si siano pubblicati da noi [ne]gli ultimi anni".
Sulla rivista letteraria Lettere d'oggi, Geno Pampaloni espresse pareri contrastanti, criticando la narrazione a tratti pesante, schematica e spesso "inerte e goffa", ma apprezzando la capacità di Buzzati di saper attirare il lettore rappresentando quel "lungo periodo di sosta in cui insensibilmente appassiscono le illusioni dal loro sorgere al loro cadere". Dello stesso parere Arnaldo Bocelli, che dalle pagine del Primato. Lettere e arti d'Italia, parlando di uno stile "in bilico fra un realismo puntuale, quasi di cronaca, e un realismo fiabesco o favoloso" trova nel romanzo "le più sicure promesse per il Buzzati del domani".

## Ambientazione
Per "Tartaria" in passato si intendeva la Siberia e l'Asia centrale (Kazakistan, Uzbekistan, Turkmenistan, Afghanistan, etc). Nella seconda metà del 1800 l'Impero Russo continuò con vigore il suo espansionismo in Asia centrale, in opposizione alle mire espansionistiche britanniche. L'ambientazione è probabilmente ispirata ad uno dei tanti forti situati nelle zone desertiche del Turkestan russo. 

## I “Tartari”
I Tartari, o Tatari, sono una popolazione nomade dell'Asia centrale, federata nel Medioevo con i Mongoli; il nome Tatari veniva storpiato in Tartari per l'assonanza con uno dei nomi dell'inferno, il Tartaro appunto. Essi, tuttavia, in realtà non hanno nulla a che vedere con il romanzo. Lo scrittore sfrutta il nome dei Tartari per evocare l'idea di una minaccia militare, di un'invasione da parte di un popolo crudele, guerriero e sconosciuto, sulla scia di un immaginario medievale che ha la sua origine ne Il Milione, il primo grande libro di viaggi, in cui lo stupore per il favoloso e il meraviglioso è sempre confuso alla tendenza catalogatrice di Marco Polo.

## Riferimenti nella cultura di massa

### Cinema
- Nel 1976 si traspose il romanzo in un film omonimo diretto da Valerio Zurlini (nel cast Vittorio Gassman, Jacques Perrin, Philippe Noiret, Max von Sydow, Jean-Louis Trintignant, Fernando Rey e Giuliano Gemma).
- Il film italiano Fortezza Bastiani del 2002, diretto da Michele Mellara, fa riferimento all'ambientazione del romanzo. Nella pellicola, viene chiamato Fortezza Bastiani l'appartamento in cui vivono i cinque studenti protagonisti.
- L'anime Sora no Woto, trasmesso a partire dal 2010, presenta una trama per certi aspetti molto simile al romanzo di Buzzati. Protagoniste sono cinque soldatesse che occupano una fortezza sul confine, in cui trascorrono i giorni simulando missioni di guerra e addestrandosi alle armi, nonostante non vi sia alcun nemico da affrontare.
- Nel 2019 il regista colombiano Ciro Guerra ha realizzato il film Waiting for the Barbarians, tratto dal romanzo di J. M. Coetzee Aspettando i barbari, la cui trama si ispira al romanzo di Dino Buzzati.
- Nel 2019 i registi Emiliano Aiello e Ludovica Andò hanno diretto il film Fortezza, tratto dal romanzo di Buzzati, realizzato con i detenuti della casa circondariale di Civitavecchia al termine di un laboratorio teatrale.

### Letteratura
- Lo scrittore sudafricano J. M. Coetzee, premio Nobel per la letteratura nel 2003, s'ispirò alla trama de Il deserto dei Tartari per scrivere il romanzo Aspettando i barbari, pubblicato nel 1980.
- In omaggio all'opera di Dino Buzzati, lo scrittore Dario Pontuale nel romanzo L'irreversibilità dell'uovo sodo anagramma il cognome di Giovanni Drogo per adattarlo al proprio protagonista, l'impacciato investigatore privato Gabriele Grodo.
- Nel 2024 la Sergio Bonelli Editore pubblica un adattamento a fumetti del romanzo di Buzzati, sceneggiato da Michele Medda per i disegni di Pasquale Frisenda.

### Musica
- Il cantante Franco Battiato, nel brano omonimo tratto dall'album Dieci stratagemmi del 2004, paragona la sua esistenza alla Fortezza Bastiani sentendosi come il sottotenente Drogo in cerca della sua personale missione tra le mura della Fortezza.
- Il brano Prima guardia, contenuto nell'album Terremoto della rock band italiana Litfiba del 1993, è stato ispirato dalle vicende del romanzo.
- Il brano Zangra di Jacques Brel, che racconta del destino tragico di un soldato in cerca di gloria, è ispirato al romanzo.

## Edizioni
- Dino Buzzati, Il deserto dei Tartari, collana Il Sofà delle Muse, Milano, Rizzoli, 1940.
- Dino Buzzati, Il deserto dei Tartari, collana Lo specchio. I narratori del nostro paese, Milano, Arnoldo Mondadori Editore, 1945.
- Dino Buzzati, Il deserto dei Tartari, collana La Medusa degli italiani, Milano, Arnoldo Mondadori Editore, 1949.
- Dino Buzzati, Il deserto dei Tartari, collana Narratori Italiani, Milano, Arnoldo Mondadori Editore, 1958.
- Dino Buzzati, Il deserto dei Tartari, collana Oscar Mondadori, introduzione di Alberico Sala, Milano, Arnoldo Mondadori Editore, 1966.
- Dino Buzzati, Il deserto dei Tartari, collana L'Airone, Milano, Edizioni Scolastiche Bruno Mondadori, 1966.
- Dino Buzzati, Il deserto dei Tartari, collana Tesori della Narrativa Universale, Milano, De Agostini, 1985.
- Dino Buzzati, Il deserto dei Tartari, collana Oscar Classici Moderni, Milano, Arnoldo Mondadori Editore, 1989, ISBN 8804327030.
- Dino Buzzati, Il deserto dei Tartari, collana I Miti del Novecento, introduzione di Enzo Di Mauro, Milano, Arnoldo Mondadori Editore, 2000, ISBN 8804483482.

- (EN) Dino Buzzati, The Tartar Steppe, traduzione di Stuart Hood, Manchester, Carcanet Press, 1996, ISBN 185754286X.
- (EN) Dino Buzzati, The Tartar Steppe, traduzione di Stuart Hood, introduzione di Tim Parks, Londra, Penguin Books, 2000, ISBN 0141184124.
- (FR) Dino Buzzati, Le désert des Tartares, collana Le livre de poche, traduzione di Michel Arnaud, Parigi, Éditions Robert Laffont, 1963.
- (DE) Dino Buzzati, Die Tatarenwüste, traduzione di Stephan Oswald, Stoccarda, Klett-Cotta, 1990, ISBN 3608956433.
- (ES) Dino Buzzati, El desierto de los Tártaros, collana Gadir ficción, traduzione di Carlos Manzano, Madrid, Gadir, 2008, ISBN 9788493443917.